# Miha Fontaine
Miha Fontaine (n. 3 ianuarie 2004, Magog⁠(d), provincia Québec, Canada) este un sportiv ce a reprezentat Canada, medaliat olimpic. A participat la o ediție a Jocurilor Olimpice (2022) în care a câștigat o medalie de bronz.

## Participări
Lista de mai jos prezintă principalele competiții la care a participat Miha Fontaine de-a lungul carierei.
- Schi acrobatic la Jocurile Olimpice de iarnă din 2022 - sărituri (mixt)